# Fredrik Ljungberg
Fredrik Ljungberg (Vittsjö, 1977. április 16. –) svéd válogatott labdarúgó.

## Pályafutása

### Kezdetek
1994. október 23-án, egy AIK ellen bajnokin debütált a Halmstads BK csapatában. 1995-ben Ljungberg 31 mérkőzést játszott és 1 gólt rúgott profi játékosként. Abban az évben Halmstad megnyeri a svéd kupát.
1997-ben, Halmstad nyeri az Allsvenskan bajnokságot (svéd első liga).

### Arsenal
Ljungberg 1998-ban írta alá szerződését az angol Arsenal-nál. A csapat 3 millió fontot fizetett érte, ami akkor rekordösszegnek számított egy svéd labdarúgóért. Ljungberg szenzációsan mutatkozott be az Arsenalnál, debütáló mérkőzésén 3–0-ra verték meg a Manchester Unitedet. Ljungberg a 2001–2002-es szezonban jó formában volt, az Arsenal pedig megnyerte a Premier League-et és az FA-kupát is. Miután megsérült Robert Pirès, ő rúgta a hátralévő időben a legtöbb gólt. Részt vett a 2005–2006-os Bajnokok Ligája Barcelona elleni döntőjében, amit 2–1-re a spanyol csapat nyert.

### West Ham United
2007. július 23-án csatlakozott az Arsenal riválisához, a West Ham Unitedhez, ahol  négyéves szerződést írt alá. Ez volt a harmadik profi klubja. A 2007–2008-as szezonban debütált, 2007. augusztus 11-én a Manchester City ellen (2–0-ra nyert a Manchester City). Hét hónap elteltével Ljungberg megszerezte első gólját a West Ham Unitedben a Birmingham City ellen 2008. február 9-én.

### Seattle Sounders FC
2008. október 17-én Seattle-be igazolt. 2008. október 28-án a Seattle Sounders FC hivatalosan is bejelentette, hogy Ljungberg náluk folytatja pályafutását. A játékos kétéves szerződést írt alá.

### Chicago Fire
2010. július 30-án Ljungberg a Chicago Fire csapatához igazolt. A következő fordulóban a LA Galaxy elleni 3-2-re megnyert meccsen szerepelt először új csapatában. 15 meccs után bejelentette, hogy elhagyja a csapatot.

### Celtic
2010. december 27-én csatlakozott a skót Celtichez, ahol egyhetes próbajáték után szerződést kötöttek vele. 2011. január 9-én egy skót kupameccsen debütált, amelyet 2-0-ra megnyert a csapata.

### Shimizu S-Pulse
2011 szeptemberében Ljungberg a japán Simizu S-Pulse csapatához igazolt, amelyben 8 mérkőzés után 2012-ben bejelentette visszavonulását a profi futballtól.

### Mumbai City FC
Két év távollét után a profi futballtól 2014 decemberében visszatért az újonnan beindult indiai szuperligában, ahol a Mumbai City FC csapata szerződtette. A visszatérés rövidre sikerült, mivel mindössze négy meccs után kénytelen volt elhagyni Indiát, súlyos gerincproblémái miatt.

## Nemzetközi karrierje
Ljungberg a nemzeti csapatban 1998. január 24-én Egyesült Államok ellen debütált. Játszott a 2000-es Eb-n, a 2002-es vb-n, a 2004-es Eb-n, a 2006-os vb-n és a 2008-as Eb-n. 2006. június 27-én bejelentette, hogy 2008-ban befejezi a tízéves nemzetközi pályafutását.

## Edzői statisztika
2019. december 21-én lett frissítve.
| Arsenal (megbízott) | angol    | 2019. november 29. | 2019. december 21. | 6 | 1 | 3 | 2 | 16.67 |
| összesen            | összesen | összesen           | összesen           | 6 | 1 | 3 | 2 | 16.67 |

## Sikerei, díjai

### Halmstads BK
- Allsvenskan:
- Bajnok: 1997
- Svenska Cupen:
- Bajnok: 1995

### Arsenal
- Premier League:
- Bajnok: 2001–2002 ,2003–2004
- Második helyezett: 1998–1999, 1999–2000, 2000–2001, 2002–2003, 2004–2005
- FA Cup:
- Bajnok: 2002, 2003, 2005
- Második helyezett: 2001
- FA Charity Shield/FA Community Shield:
- Bajnok: 1999
- Második helyezett: 2003, 2005
- UEFA Bajnokok Ligája:
- Második helyezett: 2005–2006

### Svédország
- Az év játékosa: 2002, 2006
- Az év középpályása: 1998, 2001, 2002, 2003, 2004, 2005

## Külső hivatkozások
- Fredrik Ljungberg (angol nyelven). fifa.com. [2017. május 6-i dátummal az eredetiből archiválva]. (Hozzáférés: 2017. június 8.)
- Fredrik Ljungberg pályafutásának statisztikái a Soccerbase oldalon (angolul)

- Fredrik Ljungberg (angol nyelven). mlssoccer.com
- Fredrik Ljungberg (angol nyelven). worldfootball.net
- Fredrik Ljungberg (angol nyelven). arsenal.com. [2016. augusztus 9-i dátummal az eredetiből archiválva]. (Hozzáférés: 2016. július 26.)
- Fredrik Ljungberg (angol nyelven). premierleague.com